# Gastronomía sino-coreana
La gastronomía sino-coreana (coreano Junghwa yori; hangul: 중화요리, hanja: 中華料理) procede de la cocina china tradicional con fuertes influencias de los ingredientes locales de Corea. Debido a su proximidad geográfica, la mayoría de los platos chino-coreanos proceden de las tradiciones culinarias del norte de China, como la pekinesa o de Shandong. Sin embargo, algunos consideran a la gastronomía chino-coreana más coreana que china.
Esta cocina se desarrolló en la ciudad portuaria de Inchon, donde vivió históricamente la mayoría de la población china de Corea. Sin embargo, los restaurantes chinos de Corea son inusuales en el sentido de ser propiedad y estar regentados por coreanos en lugar de chinos. El desarrollo posterior se debió en parte a la asimilación de la etnia china en Corea dentro de la cultura coreana además de la emigración provocada por la discriminación legal de la fueron objeto, especialmente bajo la administración de Park Chung-hee. Consecuentemente, la cocina chino-coreana más auténtica puede hallarse en núcleos urbanos de comunidades coreanas extranjeras, tales como las de Los Ángeles, donde perduran concentraciones de chinos que previamente residían en Corea.

## Recetas

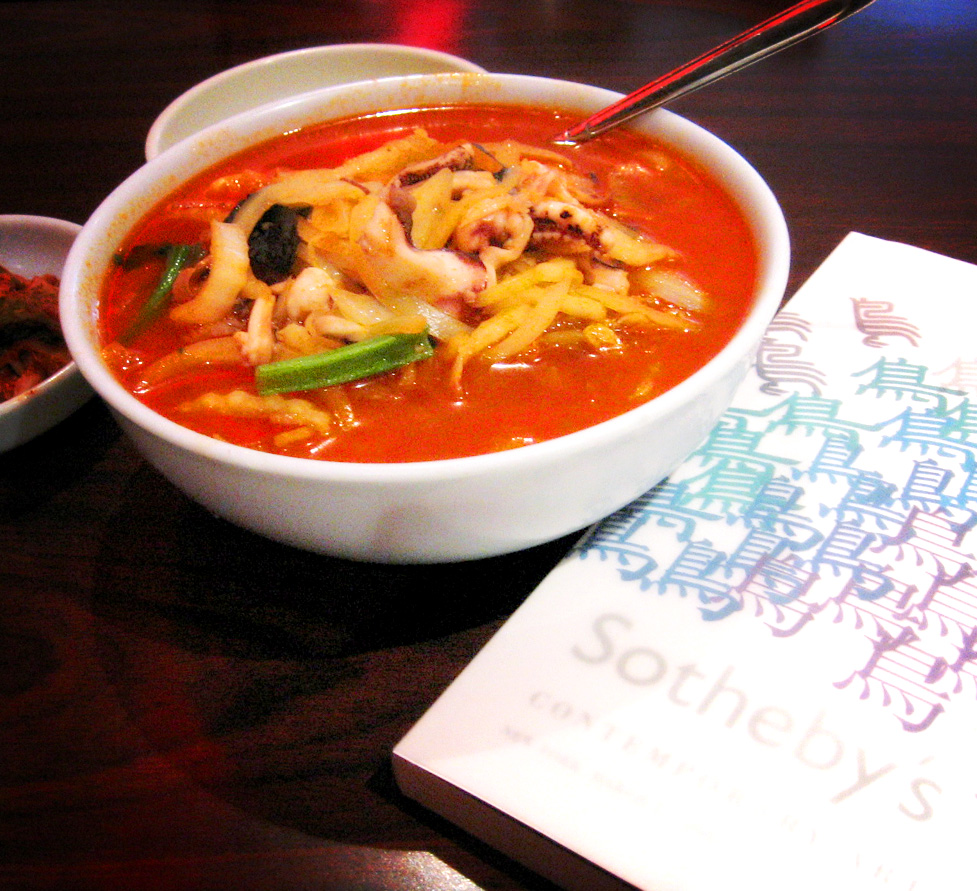
Jjamppong.

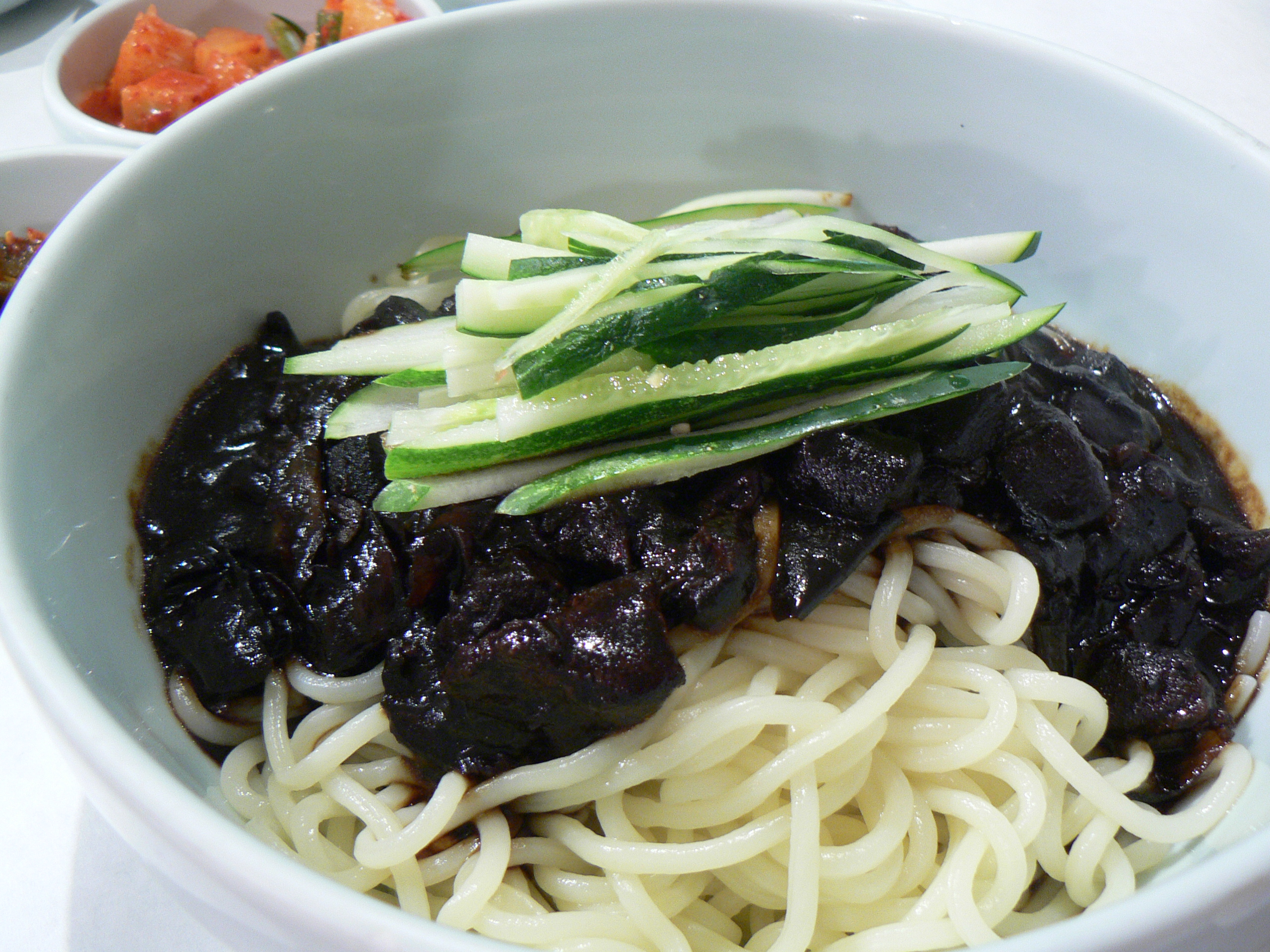
Jajangmyeon.

Hay dos recetas chinas principales en la mayoría de restaurantes chino-coreanos de Corea del Sur y el resto del mundo:
- Jajangmyeon (hangul: 자장면; chino simplificado: 炸酱面), fideos al vapor en una pasta de judía negra ligeramente condimentada, marcadamente diferentes de los diversos tipos de zhajiang mian servidos en la China continental y Taiwán.
- Jjamppong (hangul: 짬뽕), una sopa de fideos picante condimentada con cebolla y aceite de guindilla. Un tipo de jjamppong es también la especialidad china local en la ciudad portuaria japonesa de Nagasaki (véase chanpon). Los fideos se hacen con harina de trigo.

Además, varios otros platos se sirven a menudo en los restaurantes chino-coreanos:
- Ulmyeon (hangul: 울면), un plato consistente en fideos de harina de trigo y marisco en un caldo parecido a la sopa de pescado que se espesa con maicena. Procede de un plato chino llamado wēnlŭmiàn (溫滷麵).[1]
- Jajangbap (hangul: 자장밥), parecido al jajangmyeon pero servido sobre arroz al vapor. También puede acompañarse de un huevo frito y alguna verdura.
- Bokkeumbap (hangul: 볶음밥), arroz frito servido con una pasta de judía negra ligeramente condimentada y un huevo (véase bokkeum).
- Japchaebap (hangul: 잡채밥), fideos celofán coreanos, carne y verduras servidos sobre una cama de arroz al vapor con una salsa de pasta de judía ligeramente condimentada (véase japchae).
- Tangsuyuk (coreano: 탕수육, chino: 糖水肉), la versión coreana del cerdo agridulce. A diferencia del plato chino-americano del mismo nombre, el tangsuyuk puede hacerse tanto con cerdo como con ternera.

A veces también se sirven dumplings en los restaurantes chino-coreanos.
Los coreanos comen tradicionalmente comida china con un acompañamiento de danmuji (daikon amarillo encurtido) y cebolla cruda mojada en pasta de judía negra. El kimchi, un alimento básico coreano, también se toma con comida china. También se sirven copos de guindilla seca como receta de temporada solos o mezclados con salsa de soja.